# Maechidius gressitti
Maechidius gressitti är en skalbaggsart som beskrevs av Frey 1969. Maechidius gressitti ingår i släktet Maechidius och familjen Melolonthidae. Inga underarter finns listade i Catalogue of Life.